# Зеленцов, Капитон Алексеевич
Капито́н Алексе́евич Зеленцо́в (март 1790 — 3 (15) мая 1845) — русский живописец, рисовальщик, гравёр и литограф, один из наиболее выдающихся учеников живописной школы А. Г. Венецианова. Академик Императорской Академии художеств (с 1833).

## Творчество
Во время Отечественной войны 1812 года Зеленцов создал серию лубков — карикатур на французов. Много работал в жанре книжной иллюстрации. Им были созданы, в частности, рисунки к собранию сочинений Ф. Булгарина (гравированные С. Ф. Галактионовым в 1832 году) и к роману Михаила Загоскина «Юрий Милославский» (гравированы Е. О. Скотниковым в 1838 году). Зеленцову приписывают раскрашенные от руки офорты для знаменитого издания «Волшебный фонарь», или «Зрелище С.-Петербургских расхожих продавцов, мастеров и других простонародных промышленников...». Всего в 1817 году в Санкт-Петербурге вышло 12 номеров журнала (ежемесячно) с 42 иллюстрациями: 41 гравюра (40 раскрашенных) и 1 литография: «Народный праздник на Невском».
Зеленцов также автор книги «Увеселительная азбука, составленная и рисованная К. А. Зеленцовым» (СПб. 1835), одной из самых редких русских азбук.
В 1833, за картину «Мастерская П. В. Басина» Императорская академия художеств присудила Зеленцову звание академика перспективной живописи. Эта картина сегодня хранится в Государственном Русском музее в Санкт-Петербурге. 
Как представитель венециановской школы живописи, Капитон Алексеевич Зеленцов принадлежит к одному из первых поколений русских реалистов. Графические же работы Зеленцова представляют, помимо строго реалистического, романтический стиль, характерный для начала столетия.
Среди произведений Зеленцова произведений выделяются написанные масляными красками этюды:
- «Мальчик с кувшином» (Государственная Третьяковская галерея),
- "У стола" (Государственный Русский музей),
- «Старик»
- «Молодая крестьянка»,
- «Перспективный вид комнаты» (до революции входила в коллекцию М. П. Фабрициуса),
- карандашный рисунок «Продажа молока и сбитня» (в Третьяковской галерее, в Москве).

## Галерея

Работы Капитона Зеленцова
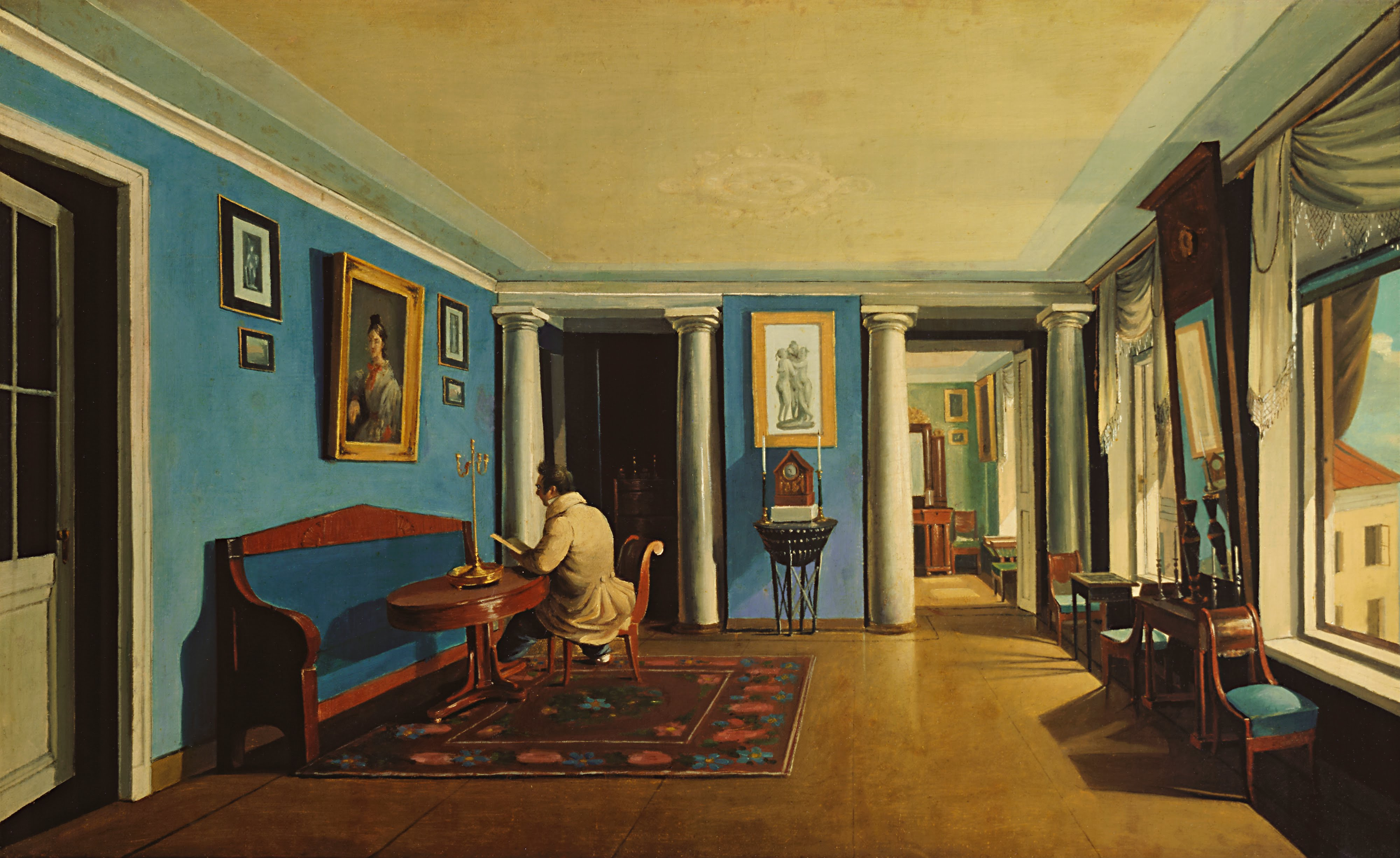
В комнатах. Гостиная с колоннами на антресолях (на верхнем этаже). Государственная Третьяковская галерея.
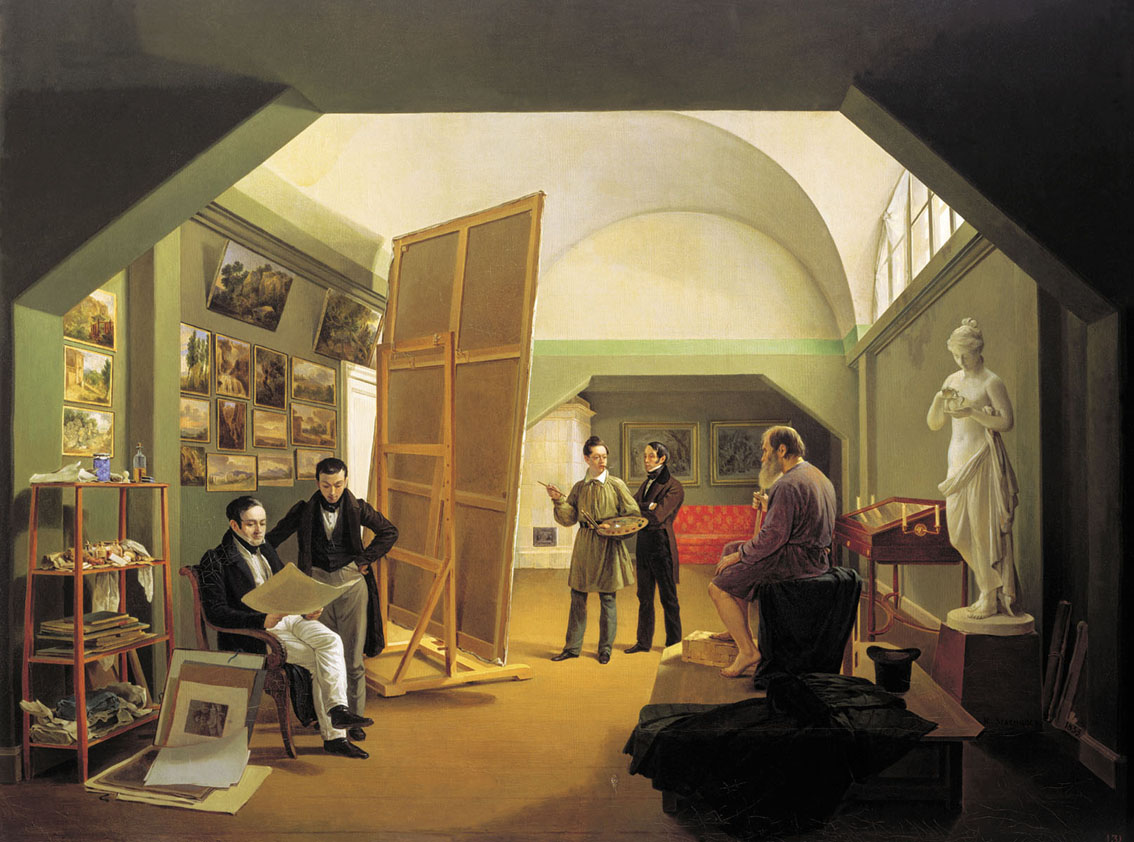
Мастерская художника Петра Васильевича Басина (1833).
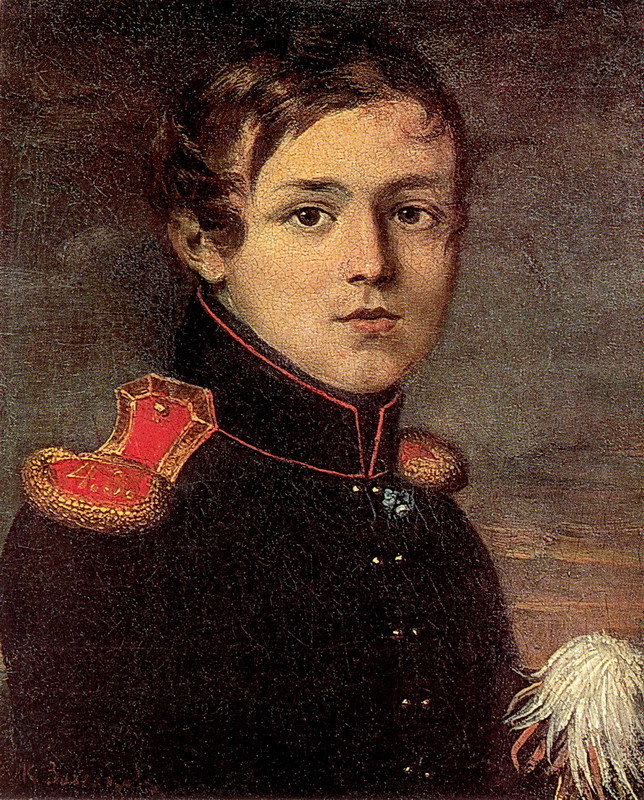
Портрет штабс-капитана Е. А. Ратаева.
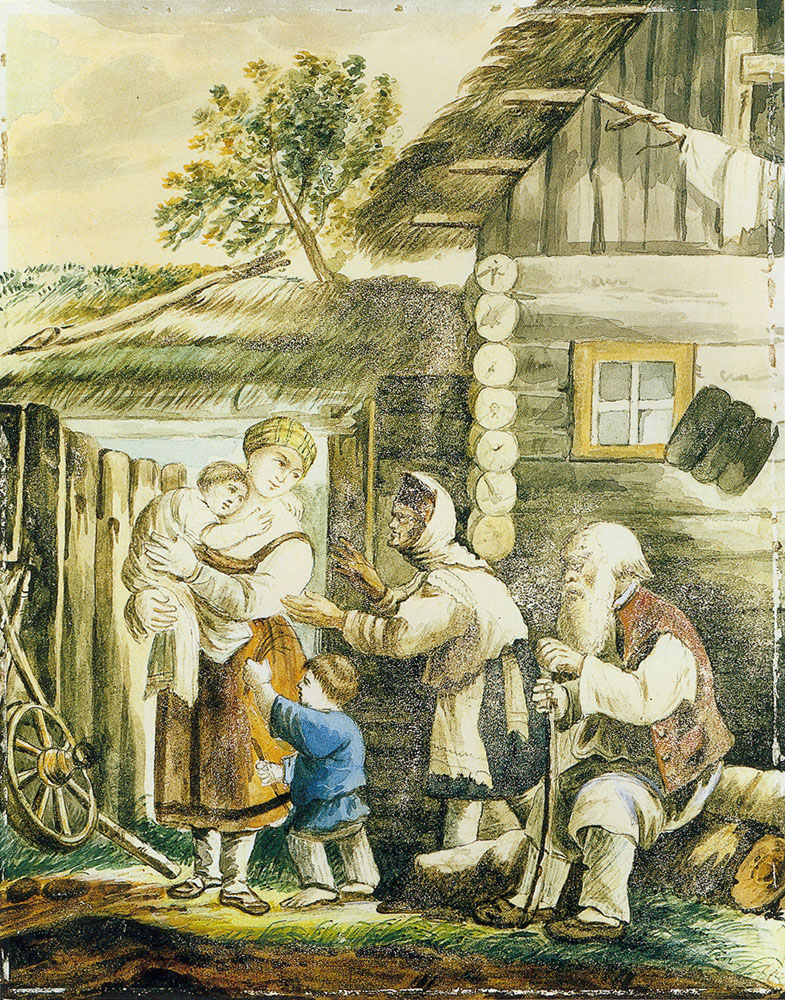
Крестьянская семья, частное собрание.